# Fibrado de linhas
Em matemática, um fibrado de linhas expressa o conceito de uma linha que varia de ponto a ponto do espaço. Por exemplo uma curva no plano tendo uma linha tangente em cada ponto determina uma linha variante: o fibrado tangente é um modo de organizar estas. Mais formalmente, em topologia algébrica e topologia diferencial um fibrado de linhas é definido como um fibrado vectorial de ordem 1.
Existe uma diferença evidente entre fibrados de linhas reais monodimensionais (como já descrito) e fibrados de linhas complexos monodimensionais. De fato a topologia das matrizes reais 1×1 invertíveis e matrizes complexas é inteiramente diferente: a primeira delas é uma homotopia espacial equivalente a um espaço discreto de dois pontos (reais positivos e negativos contraidos), enquanto o segundo tem o tipo homotópico de um círculo.
Um fibrado de linhas real está entretanto no cerne da teoria de homotopia assim como um fibrado com um fibrado de dois pontos - uma cobertura dupla. Isto relembra a cobertura dupla orientada sobre uma variedade diferenciável: na verdade esse é um caso especial no qual o fibrado de linhas é o fibrado determinante (produto exterior superior) do fibrado tangente. A fita de Möbius corresponde à dupla cobertura do círculo (o mapeamento θ → 2θ) e pode ser visto como se nós tivéssemos um fibrado de dois pontos, o intervalo unitário ou a linha real: os dados são equivalentes.
No caso do fibrado de linhas complexo, nós estamos procurando, de fato, também por fibrados circulares. Existem alguns celebrados, por exemplo as fibrações de Hopf de esferas para esferas.

## Fibrados determinantes
Em geral se V é um fibrado vetor sobre um espaço X, com dimensão de fibra constante n, o produto exterior n-ésimo de V tomado fibra-por-fibra é um fibrado de linhas, chamado fibrado de linhas determinante. Esta construção é em particular aplicada ao fibrado cotangente de uma variedade diferenciável. O fibrado determinante resultante é responsável pelo fenômeno das densidades de tensores, no sentido que para uma variedade orientável ele tem uma seção global, e seus produtos de tensor com qualquer expoente real pode ser definido e usado para 'torcer' qualquer fibrado vetor por produto tensorial.

## Classes características, fibrados universais e classificação de espaços
A primeira classe de Stiefel-Whitney classifica fibrados de linhas reais diferenciáveis; em particular, o conjunto de (classes de equivalência de) fibrados de linhas reais estão em correspondência com elementos da primeira cohomologia com coeficientes Z/2; esta correspondência é de fato um isomorfismo dos grupos abelianos (as operações de grupo sendo produto tensorial de fibrados de linha e a adição usual sobre a cohomologia). Analogamente, a primeira classe de Chern classifica fibrados de linhas complexos diferenciáveis sobre um espaço, e o grupo de fibrados de linhas é isomórfico à segunda classe cohomológica com coeficientes inteiros. Entretanto, fibrados podem ter estruturas diferenciais equivalentes (e então a mesma primeira classe de Chern) mas estruturas holomórficas diferentes. A classe de Chern afirmadas são facilmente provadas usando a sequência exponencial de feixes sobre a variedade.
Pode-se ver o problema classificação mais genericamente de um ponto de vista de homotopia teórica. Existem fibrados universais para fibrados de linhas reais (respectivamente, fibrados de linhas complexos). Segundo a teoria geral sobre espaços de classificação, devemos olhar para os espaços contrácteis sobre os quais existem ações de grupo dos respectivos grupos C2 e S¹, que são ações livres. Estes espaços podem servir como os fibrados principais universais, e os quocientes como os espaços de classificação BG. Nestes casos, podemos encontrá-los explicitamente, no espaço projetivo análogo de infinitas dimensões reais e complexas.
Portanto o espaço de classificação BC2 é do tipo de homotopia de RP∞, o espaço projetivo real dado por uma sequência infinita de coordenadas homogêneas. Isto conduz ao fibrado de linhas universal real; em termos da teoria da homotopia isto significa que qualquer fibrado de linhas real L sobre um CW-complexo X determina um mapa de classificação de X a RP∞, produzindo L um fibrado isomórfico que surge do fibrado universal. Este mapa de classificação pode ser usado para definir a classe de Stiefel-Whitney de L, na primeira cohomologia de X com coeficientes Z/2Z, de uma classe padrão sobre RP∞.
De maneira análoga, o espaço projetivo complexo CP conduz a um fibrado de linhas universal complexo. Neste caso mapas de classificação dão origem à primeira classe de Chern de X, em H²(X) (cohomologia integral).
Existe uma outra, teoria análoga com fibrado de linhas quaterniônicos (quarta dimensão real). Isto dá origem a uma das classes de Pontryagin, em cohomologia em quarta dimensão real.
Desta maneira casos fundamentais para a teoria das classes características depende somente do fibrado de linhas. De acordo com um princípio de divisão geral isto pode determinar o restante da teoria (se não explicitamente).
Existem teorias de fibrados de linhas holomórficos sobre variedades complexas, e feixes invertíveis em geometria algébrica, que operam além da teoria de fibrados de linhas nestas áreas.